# Nasreddin

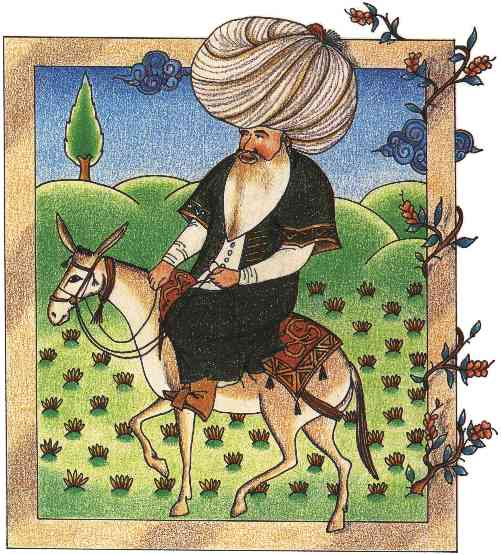
Kresba Nasreddina

Nasreddin (turecky "Nasreddin Hodža", ázerbájdžánsky "Molla Nəsrəddin", persky ملا نصرالدین, arabsky نصرالدين s významem "Vítězství víry", (někdy zaměňován/ztotožňován s جحا Džuhá); kurdsky: مه‌لای مه‌شهوور, albánsky "Nostradin Hoxha" nebo jenom "Nostradini", bosensky "Nasrudin hodža", uzbecky "Nasriddin Afandi" nebo jenom "Afandi", ujgursky "Afanti", kazašsky Қожанасыр) je legendární satirickou postavou súfijské slovesnosti, populární lidový filozof, mudrc a žertéř, hrdina mnoha lidových skazek a anekdot. Lišáctvím nebo předstíranou hloupostí se brání osudu a mocným, které často zesměšňuje.
Nasreddin žil ve středověku (okolo 13. století), v Turecku, v distriktu Akşehir a později v hlavním městě provincie Konya, za vlády dynastie Seldžuků. Mnoho blízkovýchodních národů a národů Středního východu jej považuje za národní postavu, za figuru z vlastního folkloru.
Nasreddinovy příběhy jsou zasazeny do dvou časových období. Jedná se o období z konce 13. století, ze kterého pochází hrobka Nasreddina Hodži v Akşehiru, prohlášená místními za střed světa, a o počátek 15. století, kdy do Osmanské říše vpadli Tataři pod vedením dobyvatele Tamerlána. Z té doby příběhy o Nasreddinovi Hodžovi splývají s lidovými písněmi oslavujícími tehdejšího vojevůdce Nasreddina Mahmuda, Tamerlánova odpůrce.
Ruský spisovatel Leonid Vasiljevič Solovjov sepsal knihu o dobrodružstvích tohoto legendárního hrdiny/buřiče Dobrodružství Hodži Nasreddina.